# Oak Point (Texas)
Oak Point è un centro abitato degli Stati Uniti d'America, situato nella contea di Denton dello Stato del Texas.
La popolazione era di 2.786 persone al censimento del 2010.

## Geografia fisica
Oak Point è situata a 33°10′56″N 96°59′43″W (33.182353, -96.995192). Secondo lo United States Census Bureau, ha un'area totale di 5,9 miglia quadrate (15 km²), di cui 5,7 miglia quadrate (15 km²) di terreno e 0,2 miglia quadrate (0,52 km²), o 4,04%, d'acqua.
Oak Point è situata nel quadrante nord est di Denton County nel centro-nord del Texas appena a sud della U.S. Highway 380, equidistante tra Denton e Frisco e circa 40 miglia (64 km) a nord di Dallas.

## Società

### Evoluzione demografica
Secondo il censimento del 2000, c'erano 1.747 persone, 600 nuclei familiari e 498 famiglie residenti nella città. La densità di popolazione era di 306,7 persone per miglio quadrato (118,3/km²). C'erano 640 unità abitative a una densità media di 112,3 per miglio quadrato (43,4/km²). La composizione etnica della città era formata dal 93,53% di bianchi, l'1,03% di afroamericani, lo 0,74% di nativi americani, lo 0,23% di asiatici, il 2,35% di altre razze, e il 2,12% di due o più etnie. Ispanici o latinos di qualunque razza erano il 7,27% della popolazione.
C'erano 600 nuclei familiari di cui il 42,7% aveva figli di età inferiore ai 18 anni, il 75,5% erano coppie sposate conviventi, il 6,0% aveva un capofamiglia femmina senza marito, e il 17,0% erano non-famiglie. Il 13,0% di tutti i nuclei familiari erano individuali e il 2,8% aveva componenti con un'età di 65 anni o più che vivevano da soli. Il numero di componenti medio di un nucleo familiare era di 2,91 e quello di una famiglia era di 3,22.
La popolazione era composta dal 30,2% di persone sotto i 18 anni, il 5,2% di persone dai 18 ai 24 anni, il 36,2% di persone dai 25 ai 44 anni, il 24,2% di persone dai 45 ai 64 anni, e il 4,2% di persone di 65 anni o più. L'età media era di 36 anni. Per ogni 100 femmine c'erano 100,3 maschi. Per ogni 100 femmine dai 18 anni in giù, c'erano 97,4 maschi.
Il reddito medio di un nucleo familiare era di 79.180 dollari, e quello di una famiglia era di 89.464 dollari. I maschi avevano un reddito medio di 60.379 dollari contro i 37.031 dollari delle femmine. Il reddito pro capite era di 34.266 dollari. Circa lo 0,6% delle famiglie e l'1,9% della popolazione erano sotto la soglia di povertà, incluso il 2,0% di persone sotto i 18 anni enessuno di 65 anni o più.